# Digonis cuprea
Digonis cuprea är en fjärilsart som beskrevs av Butler 1882. Digonis cuprea ingår i släktet Digonis och familjen mätare. Inga underarter finns listade i Catalogue of Life.